# Virginia Hey

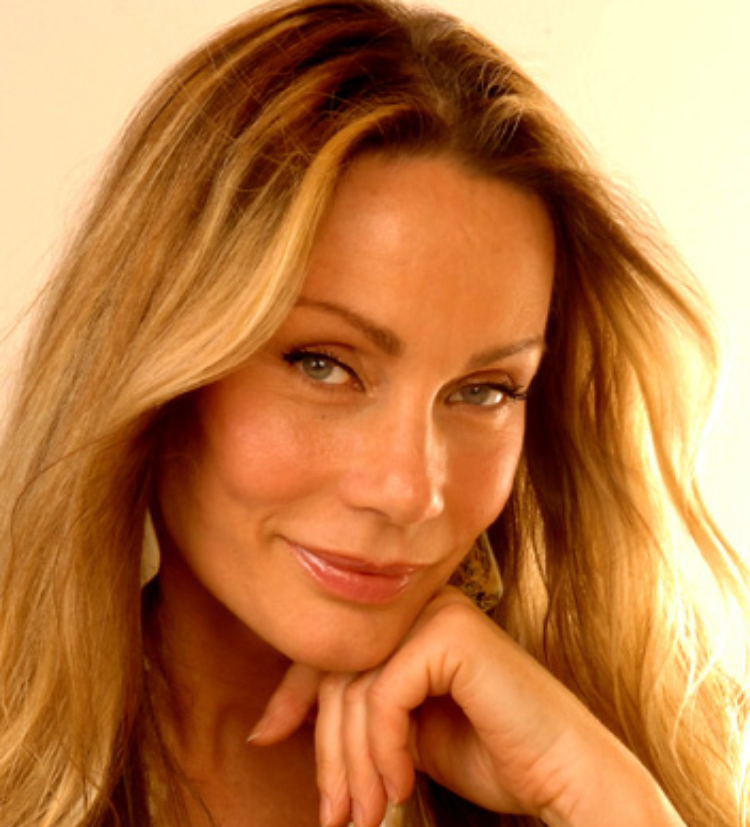
Virginia Hey (2016)

Virginia Robyn Hey (* 19. Juni 1952 in Coogee, Sydney, New South Wales) ist eine australische Schauspielerin.

## Leben und Karriere
Hey wuchs zum Teil in Australien und zum Teil in London auf. Sie arbeitete zeitweise als Model.
Als Schauspielerin debütierte Hey an der Seite von Mel Gibson im Sci-Fi-Actionfilm Mad Max II – Der Vollstrecker (1981). Im Abenteuerfilm Castaway – Die Insel (1986) spielte sie an der Seite von Oliver Reed und Amanda Donohoe eine der größeren Rollen. In der Miniserie Vietnam (1987) trat sie an der Seite von Nicole Kidman auf. Von 1999 bis 2002 war sie in einer größeren Rolle in der Fernsehserie Farscape zu sehen. Für diese Rolle wurde sie im Jahr 2000 für den Saturn Award nominiert.
Hey war am Anfang der 1970er Jahre einige Monate lang verheiratet. In den 1990er Jahren wurde sie in der Naturheilkunde ausgebildet und verfolgt seitdem eine Karriere als Naturheilpraktikerin.

## Filmografie (Auswahl)
- 1981: Mad Max II – Der Vollstrecker (Mad Max 2: The Road Warrior)
- 1982: Norman Loves Rose
- 1983: Return of Captain Invincible oder Wer fürchtet sich vor Amerika? (The Return of Captain Invincible)
- 1984: Prisoner (Fernsehserie, 14 Episoden)
- 1986: Nachbarn (Neighbours, Fernsehserie, 8 Episoden)
- 1986: Castaway – Die Insel (Castaway)
- 1987: Vietnam (Miniserie, eine Episode)
- 1987: James Bond 007 – Der Hauch des Todes (The Living Daylights)
- 1988: Rausch der Begierde
- 1989: Dolphin Cove (Fernsehserie, 8 Episoden)
- 1989–1990: E Street (Fernsehserie, 52 Episoden)
- 1994: Bullet Down Under
- 1997: Home and Away (Fernsehserie, 3 Episoden)
- 1998: All Saints (Fernsehserie, eine Episode)
- 1999: Game Room
- 1999–2002: Farscape (Fernsehserie, 50 Episoden)
- 2011: Alien Armageddon
- 2015: Kosmos (Fernsehserie, 5 Episoden)